# Llista d'ocells accidentals de la península Ibèrica
Aquesta llista d'ocells accidentals de la península Ibèrica recull 199 espècies que han estat observades ocasionalment a la península Ibèrica segons la Sociedad Española de Ornitología (SEO) i la Sociedade Portuguesa para o Estudo das Aves (SPEA). Poden ser ocells ocasionals en aquesta zona de manera natural, introduïdes per l'home o bé escapades de captivitat, que no tenen colònies estables aquí ni apareixen de forma regular, com les aus  migratòries.
Complementa l'article dels ocells de la península Ibèrica, una llista detallada on apareixen les espècies més habituals.

## Podicipediformes

### Podicipedidae
| Espècie             | Nom comú         | Distribució  | Mesures (cm) | Foto             |
| ------------------- | ---------------- | ------------ | ------------ | ---------------- |
| Podilymbus podiceps | Cabusset becgròs | Nord-amèrica | L: 31 - 38   | Cabusset becgròs |

## Procellariiformes

### Diomedeidae
| Espècie                  | Nom comú            | Distribució           | Mesures (cm)            | Foto                |
| ------------------------ | ------------------- | --------------------- | ----------------------- | ------------------- |
| Thalassarche melanophrys | Albatros cellanegre | Sud-amèrica i Oceania | L: 80 - 95 E: 200 - 235 | Albatros cellanegre |

### Procellariidae
| Espècie             | Nom comú          | Distribució               | Mesures (cm)           | Foto |
| ------------------- | ----------------- | ------------------------- | ---------------------- | ---- |
| Bulweria bulwerii   | Petrell de Bulwer | Oceans de l'hemisferi sud | L: 25 - 29 E: 67 - 73  |      |
| Pterodroma hasitata | Petrell del Carib | Atlàntic, Índic i Pacífic | L: 35 - 46 E: 89 - 102 |      |
| Puffinus assimilis  | Baldriga petita   | Oceans de l'hemisferi sud | L: 25 - 30 E: 58 - 67  |      |

### Hydrobatidae
| Espècie              | Nom comú           | Distribució                  | Mesures (cm)            | Foto |
| -------------------- | ------------------ | ---------------------------- | ----------------------- | ---- |
| Pelagodroma marina   | Petrell carablanc  | Oceans de l'hemisferi sud    | L: 19 - 21 E: 41 - 44   |      |
| Oceanites oceanicus  | Petrell oceànic    | Antàrtic, Atlàntic i Pacífic | L: 16 - 18,5 E: 38 - 42 |      |
| Oceanodroma monorhis | Petrell de Swinhoe | Pacífic, Índic i Atlàntic    | L: 18 - 21 E: 45 - 48   |      |

## Pelecaniformes

### Fregatidae
| Espècie             | Nom comú       | Distribució                   | Mesures (cm)             | Foto |
| ------------------- | -------------- | ----------------------------- | ------------------------ | ---- |
| Fregata magnificens | Fregata grossa | Carib, Atlàntic i Pacífic sud | L: 90 - 110 E: 215 - 245 |      |

### Pelecanidae
| Espècie               | Nom comú      | Distribució      | Mesures (cm)              | Foto |
| --------------------- | ------------- | ---------------- | ------------------------- | ---- |
| Pelecanus onocrotalus | Pelicà vulgar | Àfrica i Euràsia | L: 140 - 175 E: 245 - 295 |      |
| Pelecanus rufescens   | Pelicà rosat  | Àfrica           | L: 125 - 135 E: 225 - 260 |      |

### Phalacrocoracidae
| Espècie               | Nom comú         | Distribució | Mesures (cm)          | Foto |
| --------------------- | ---------------- | ----------- | --------------------- | ---- |
| Phalacrocorax pygmeus | Corb marí pigmeu | Euràsia     | L: 45 - 55 E: 75 - 90 |      |

### Sulidae
| Espècie          | Nom comú             | Distribució                        | Mesures (cm)            | Foto |
| ---------------- | -------------------- | ---------------------------------- | ----------------------- | ---- |
| Sula dactylatra  | Mascarell emmascarat | Antillas, Atlàntic sud, oceà Índic | L: 85 - 97 E: 170 - 192 |      |
| Sula leucogaster | Mascarell bru        | Atlàntic i Pacífic                 | L: 65 - 75 E: 135 - 150 |      |

## Ciconiiformes

### Ardeidae
| Espècie               | Nom comú                | Distribució          | Mesures (cm)              | Foto |
| --------------------- | ----------------------- | -------------------- | ------------------------- | ---- |
| Ardea herodias        | Agró blau               | Nord-amèrica i Carib | L: 110 - 125 E: 175 - 195 |      |
| Botaurus lentiginosus | Bitó americà            | Amèrica              | L: 59 - 70 E: 95 - 115    |      |
| Egretta gularis       | Martinet dels esculls   | Àfrica i Àsia        | L: 55 - 68 E: 88 - 112    |      |
| Ixobrychus sturmii    | Martinet menut de Sturm | Àfrica               | L: 30 E: 50               |      |

### Ciconiidae
| Espècie                  | Nom comú      | Distribució | Mesures (cm)              | Foto |
| ------------------------ | ------------- | ----------- | ------------------------- | ---- |
| Leptoptilos crumeniferus | Marabú africà | Àfrica      | L: 115 - 130 E: 225 - 255 |      |
| Mycteria ibis            | Tàntal africà | Àfrica      | L: 90 - 105 E: 150 - 165  |      |

### Threskiornithidae
| Espècie       | Nom comú         | Distribució | Mesures (cm) | Foto |
| ------------- | ---------------- | ----------- | ------------ | ---- |
| Platalea alba | Becplaner africà | Àfrica      | L: 85 - 95   |      |

## Falconiformes

### Accipitridae
| Espècie              | Nom comú               | Distribució             | Mesures (cm)            | Foto |
| -------------------- | ---------------------- | ----------------------- | ----------------------- | ---- |
| Aquila clanga        | Àguila cridanera       | Euràsia i Àfrica        | L: 65 - 72 E: 155 - 180 |      |
| Aquila heliaca       | Àguila imperial        | Euràsia i Àfrica        | L: 72 - 83 E: 180 -215  |      |
| Aquila nipalensis    | Àguila...              | Euràsia i Àfrica        | L: 67 - 87 E: 170 - 220 |      |
| Aquila pomarina      | Àguila pomerània       | Euràsia i Àfrica        | L: 62 - 68 E: 145 - 165 |      |
| Aquila rapax         | Àguila d'estapa        | Àfrica                  | L: 65 - 75 E: 170 - 190 |      |
| Buteo lagopus        | Aligot calçat          | Euràsia                 | L: 55 - 61 E: 130 - 150 |      |
| Buteo rufinus        | Aligot rogenc          | nord d'Àfrica i Euràsia | L: 50 - 55 E: 115 - 125 |      |
| Circus macrourus     | Arpella pàl·lida russa | Àfrica i Euràsia        | L: 40 - 48 E: 100 - 125 |      |
| Haliaeetus albicilla | Àguila marina          | Euràsia                 | L: 70 - 90 E: 190 - 250 |      |
| Melierax metabates   | Astor...               | Àfrica                  | L: 38 - 48 E: 95 - 110  |      |

### Falconidae
| Espècie          | Nom comú     | Distribució                    | Mesures (cm)            | Foto |
| ---------------- | ------------ | ------------------------------ | ----------------------- | ---- |
| Falco biarmicus  | Falcó llaner | Euràsia i Àfrica               | L: 40 - 50 E: 90 - 115  |      |
| Falco rusticolus | Falcó grifó  | nord de Euràsia i Nord-amèrica | L: 50 - 60 E: 110 - 140 |      |

## Phoenicopteriformes

### Phoenicopteridae
| Espècie              | Nom comú      | Distribució   | Mesures (cm)              | Foto |
| -------------------- | ------------- | ------------- | ------------------------- | ---- |
| Phoenicopterus minor | Flamenc petit | Àfrica i Àsia | L: 125 - 155 E: 140 - 165 |      |

## Anseriformes

### Anatidae
| Espècie                 | Nom comú                   | Distribució               | Mesures (cm)              | Foto |
| ----------------------- | -------------------------- | ------------------------- | ------------------------- | ---- |
| Aix sponsa              | Ànec....                   | Nord-amèrica              | L: 43 - 51 E: 70 - 76     |      |
| Alopochen aegyptiaca    | Oca egípcia                | Àfrica                    | L: 61 - 67 E: 120 - 145   |      |
| Anas americana          | Ànec xiulador americà      | Amèrica                   | L: 46 - 53 E: 76 - 89     |      |
| Anas discors            | Xartet alablau             | Amèrica                   | L: 37 - 41 E: 60 - 64     |      |
| Anas formosa            | Xarxeta del Baikal         | Àsia                      | L: 39 - 43 E: 65 - 75     |      |
| Anser brachyrhynchus    | Oca de bec curt            | Europa                    | L: 60 - 75 E: 135 - 165   |      |
| Anser caerulescens      | Oca de les neus            | Euràsia i Nord-amèrica    | L: 65 - 84 E: 135 - 170   |      |
| Anser erythropus        | Oca riallera grossa        | Euràsia                   | L: 53 - 66 E: 120 - 135   |      |
| Anser indicus           | Oca índia                  | Àsia                      | L: 71 - 76 E: 140 - 160   |      |
| Aythya affinis          | Morell menut               | Amèrica                   | L: 38 - 46 E: 66 - 74     |      |
| Aythya collaris         | Morell de collar           | Amèrica                   | L: 37 - 46 E: 61 - 75     |      |
| Branta canadensis       | Oca del Canadà             | Nord-amèrica              | L: 90 - 100 E: 160 - 175  |      |
| Branta ruficollis       | Oca de coll roig           | Euràsia                   | L: 53 - 55 E: 115 - 125   |      |
| Bucephala albeola       | Morell capblanc            | Nord-amèrica              | L: 32 - 39 E: 54 - 61     |      |
| Bucephala islandica     | Morell d'Islàndia          | Nord-amèrica i Islàndia   | L: 42 - 53 E: 67 - 84     |      |
| Cygnus olor             | Cigne comú                 | Euràsia                   | L: 125 - 155 E: 200 - 235 |      |
| Cygnus columbianus      | Cigne petit                | Euràsia i Nord-amèrica    | L: 115 - 140 E: 180 - 215 |      |
| Dendrocygna bicolor     | Ànec arbori bicolor        | Àfrica, Euràsia i Amèrica | L: 45 - 53 E: 85 - 93     |      |
| Dendrocygna viduata     | Ànec arbori de cara blanca | Àfrica i Amèrica          | L: 45 - 55 E: 86 - 94     |      |
| Melanitta perspicillata | Ànec negre americà         | Nord-amèrica              | L: 45 - 56 E: 78 - 92     |      |
| Mergellus albellus      | Bec de serra petit         | Euràsia i Nord-amèrica    | L: 38 - 44 E: 55 - 69     |      |
| Mergus merganser        | Bec de serra gros          | Euràsia i Nord-amèrica    | L: 58 - 72 E: 86 - 102    |      |
| Polysticta stelleri     | Èider d'Steller            | Euràsia i Alaska          | L: 43 - 47 E: 70 - 76     |      |
| Somateria spectabilis   | Èider reial                | Euràsia i Nord-amèrica    | L: 47 - 63 E: 75 - 95     |      |

## Galliformes

### Odontophoridae
| Espècie                | Nom comú              | Distribució  | Mesures (cm)          | Foto |
| ---------------------- | --------------------- | ------------ | --------------------- | ---- |
| Callipepla californica | Guatlla de Califòrnia | Nord-amèrica | L: 24 - 28 E: 38 - 43 |      |
| Colinus virginianus    | Colí de Virgínia      | Nord-amèrica | L: 21 - 26 E: 35 - 40 |      |

### Phasianidae
| Espècie          | Nom comú      | Distribució                       | Mesures (cm)          | Foto |
| ---------------- | ------------- | --------------------------------- | --------------------- | ---- |
| Alectoris chukar | Perdiu chukar | Euràsia i nord d'Àfrica           | L: 32 - 34 E: 47 - 52 |      |
| Alectoris graeca | Perdiu grega  | Balcans, Alps i península Itàlica | L: 32 - 35 E: 46 - 53 |      |

### Numididae
| Espècie          | Nom comú | Distribució | Mesures (cm)           | Foto |
| ---------------- | -------- | ----------- | ---------------------- | ---- |
| Numida meleagris |          | Àfrica      | L: 60 - 65 E: 95 - 100 |      |

## Gruiformes

### Gruidae
| Espècie            | Nom comú        | Distribució   | Mesures (cm)             | Foto |
| ------------------ | --------------- | ------------- | ------------------------ | ---- |
| Anthropoides virgo | Grua damisel·la | Àfrica i Àsia | L: 90 - 100 E: 165 - 185 |      |

### Rallidae
| Espècie             | Nom comú                  | Distribució | Mesures (cm)          | Foto |
| ------------------- | ------------------------- | ----------- | --------------------- | ---- |
| Porphyrio alleni    | Polla blava d'Allen       | Àfrica      | L:22 - 24 E: 48 - 52  |      |
| Porphyrio martinica | Polla de Martinica        | Amèrica     | L: 30 - 36 E: 50 - 55 |      |
| Porzana carolina    | Polla pintada de Carolina | Amèrica     | L: 20 - 23 E: 35 - 40 |      |

## Charadriiformes

### Haematopodidae
| Espècie            | Nom comú              | Distribució | Mesures (cm) | Foto |
| ------------------ | --------------------- | ----------- | ------------ | ---- |
| Haematopus moquini | Garsa de mar africana | Àfrica      | L: 42 - 45   |      |

### Glareolidae
| Espècie            | Nom comú                  | Distribució      | Mesures (cm)         | Foto |
| ------------------ | ------------------------- | ---------------- | -------------------- | ---- |
| Glareola nordmanni | Perdiu de mar d'ala negra | Euràsia i Àfrica | L:23 - 26 E: 60 - 68 |      |

### Charadriidae
| Espècie                  | Nom comú                   | Distribució                           | Mesures (cm)          | Foto |
| ------------------------ | -------------------------- | ------------------------------------- | --------------------- | ---- |
| Charadrius leschenaultii | Corriol de Leschenault     | Euràsia, Nord-amèrica i nord d'Àfrica | L: 22 - 25 E: 51 - 60 |      |
| Charadrius mongolus      | Corriol mongol             | Euràsia, Nord-amèrica i Oceania       | L: 19 - 21 E: 45 - 58 |      |
| Charadrius semipalmatus  | Corriol semipalmat         | Amèrica                               | L: 17 - 19 E: 43 - 52 |      |
| Charadrius vociferus     | Corriol cua-roig           | Amèrica                               | L: 23 - 26 E: 59 - 63 |      |
| Pluvialis dominica       | Daurada petita americana   | Amèrica                               | L: 24 - 28 E: 66 - 72 |      |
| Pluvialis fulva          | Daurada petita del Pacífic | Euràsia, Nord-amèrica i Oceania       | L: 23 - 26 E: 60 - 68 |      |
| Pluvianus aegyptius      | Pluvial egipci             | Àfrica                                | L: 19 - 21 E: 47 - 51 |      |
| Vanellus gregarius       | Fredeluga gregària         | Àfrica i Àsia                         | L: 27 - 30 E: 70 - 76 |      |
| Vanellus spinosus        | Fredeluga...               | Àfrica                                | L: 25 - 28 E: 69 - 81 |      |

### Scolopacidae
| Espècie                 | Nom comú                 | Distribució                             | Mesures (cm)          | Foto |
| ----------------------- | ------------------------ | --------------------------------------- | --------------------- | ---- |
| Actitis macularius      | Xivitona maculada        | Amèrica                                 | L: 18 - 20 E: 37 - 40 |      |
| Calidris acuminata      | Territ acuminat          | Àsia i Oceania                          | L: 17 - 21 E: 42 - 48 |      |
| Calidris bairdii        | Territ de Baird          | Amèrica                                 | L: 14 - 17 E: 40 - 46 |      |
| Calidris fuscicollis    | Territ cuablanc          | Amèrica                                 | L: 15 - 18 E: 40 - 45 |      |
| Calidris himantopus     | Territ camallarg         | Amèrica                                 | L: 18 - 23 E: 43 - 47 |      |
| Calidris mauri          | Territ d'Alaska          | Amèrica                                 | L: 14 - 17 E: 35 - 37 |      |
| Calidris melanotos      | Territ pectoral          | Amèrica, Euràsia i Oceania              | L: 19 - 23 E: 42 - 49 |      |
| Calidris minutilla      | Territ menut canadenc    | Amèrica                                 | L: 12 - 15 E: 32 - 34 |      |
| Calidris pusilla        | Territ semipalmat        | Amèrica                                 | L: 13 - 15 E: 34 - 37 |      |
| Calidris tenuirostris   | Territ de Bering         | Àsia i Oceania                          | L: 26 - 28 E: 62 - 66 |      |
| Gallinago media         | Becadell gros            | Euràsia i Àfrica                        | L: 25 - 27 E: 44 - 47 |      |
| Limicola falcinellus    | Territ becadell          | Àsia i Oceania                          | L: 16 - 18 E: 37 - 39 |      |
| Limnodromus griseus     | Tetolet becllarg         | Amèrica                                 | L: 25 - 29 E: 45 - 51 |      |
| Limnodromus scolopaceus | Tetolet becllarg         | Amèrica i Àsia                          | L: 27 - 30 E: 46 - 52 |      |
| Limosa haemastica       | Tètol de Hudson          | Amèrica                                 | L: 37 - 42 E: 66 - 76 |      |
| Numenius tenuirostris   | Polit bec-fi             | Àfrica i Euràsia                        | L: 36 - 41 E: 80 - 92 |      |
| Phalaropus tricolor     | Escuraflascons de Wilson | Amèrica                                 | L: 22 - 24 E: 39 - 43 |      |
| Tringa flavipes         | Gamba groga petita       | Amèrica                                 | L: 23 - 25 E: 59 - 64 |      |
| Tringa melanoleuca      | Gamba groga grossa       | Amèrica                                 | L: 29 - 33 E: 70 - 74 |      |
| Tringa solitaria        | Gamba (solitària)        | Amèrica                                 | L: 18 - 21 E: 55 - 59 |      |
| Tryngites subruficollis | Territ rogenc            | Amèrica                                 | L: 18 - 20 E: 43 - 47 |      |
| Xenus cinereus          | Siseta cendrosa          | Àfrica, Euràsia, Oceania i Nord-amèrica | L: 22 - 25 E: 57 - 59 |      |

### Stercorariidae
| Espècie                  | Nom comú        | Distribució                          | Mesures (cm)            | Foto |
| ------------------------ | --------------- | ------------------------------------ | ----------------------- | ---- |
| Stercorarius maccormicki | Paràsit (polar) | Antàrtida, Atlàntic, Pacífic e Índic | L: 51 - 54 E: 125 - 135 |      |

### Laridae
| Espècie             | Nom comú                  | Distribució                   | Mesures (cm)            | Foto |
| ------------------- | ------------------------- | ----------------------------- | ----------------------- | ---- |
| Larus atricilla     | Gavina capnegra americana | Amèrica                       | L: 36 - 41 E: 105 - 120 |      |
| Larus cirrocephalus | Gavina capgrisa           | Àfrica i Sud-amèrica          | L: 39 - 42 E: 100 - 115 |      |
| Larus delawarensis  | Gavina de Delaware        | Amèrica                       | L: 43 - 47 E: 120 - 130 |      |
| Larus glaucoides    | Gavinot polar             | Nord-amèrica i nord de Europa | L: 52 - 60 E: 140 - 150 |      |
| Larus hyperboreus   | Gavinot hiperbori         | Oceans del hemisferi nord     | L: 62 - 68 E: 150 - 165 |      |
| Larus philadelphia  | Gavina de Bonaparte       | Amèrica                       | L: 28 - 30 E: 90 - 100  |      |
| Larus pipixcan      | Gavina de Franklin        | Amèrica                       | L: 32 - 36 E: 85 - 95   |      |

### Sternidae
| Espècie                | Nom comú         | Distribució      | Mesures (cm)            | Foto |
| ---------------------- | ---------------- | ---------------- | ----------------------- | ---- |
| Anous stolidus         |                  | Oceans tropicals | L: 38 - 40 E: 77 - 85   |      |
| Onychoprion anaethetus | Xatrac ...       | Oceans tropicals | L: 34 - 36 E: 77 -81    |      |
| Onychoprion fuscata    | Xatrac fosc      | Oceans tropicals | L: 36 - 39 E: 82 - 94   |      |
| Sterna elegans         | Xatrac elegant   | Amèrica          | L: 40 - 43 E: 100 - 110 |      |
| Sterna forsteri        | Xatrac de Foster | Amèrica          | L: 33 - 36 E: 73 - 82   |      |
| Sterna maxima          | Xatrac reial     | Amèrica i Àfrica | L: 45 - 50 E: 125 - 135 |      |

### Alcidae
| Espècie        | Nom comú               | Distribució   | Mesures (cm)          | Foto |
| -------------- | ---------------------- | ------------- | --------------------- | ---- |
| Cepphus grylle | Somorgollaire alablanc | Atlàntic nord | L: 30 - 32 E: 52 - 58 |      |

## Phaethontiformes

### Phaethontidae
| Espècie            | Nom comú            | Distribució      | Mesures (cm)            | Foto |
| ------------------ | ------------------- | ---------------- | ----------------------- | ---- |
| Phaethon aethereus | Cuajonc de bec roig | Oceans tropicals | L: 45 - 50 E: 100 - 150 |      |

## Pterocliformes

### Pteroclidae
| Espècie                 | Nom comú  | Distribució | Mesures (cm)          | Foto |
| ----------------------- | --------- | ----------- | --------------------- | ---- |
| Pterocles quadricinctus | Ganga ... | Àfrica      | L: 30 - 41 E: 61 - 78 |      |

## Psittaciformes

### Psittacidae
| Espècie                 | Nom comú       | Distribució | Mesures (cm)      | Foto |
| ----------------------- | -------------- | ----------- | ----------------- | ---- |
| Agapornis personatus    |                | Àfrica      | L: 14,5 - 15      |      |
| Agapornis roseicollis   |                | Àfrica      | L: 15 E: 98 - 102 |      |
| Aratinga acuticaudata   |                | Sud-amèrica | L: 38             |      |
| Aratinga erythrogenys   |                | Sud-amèrica | L: 33             |      |
| Cyanoliseus patagonus   |                | Sud-amèrica | L: 45             |      |
| Melopsittacus undulatus | Periquito      | Austràlia   | L: 18 - 20        |      |
| Nandayus nenday         | Cotorra nenday | Sud-amèrica | L: 30             |      |

## Columbiformes

### Columbidae
| Espècie                  | Nom comú            | Distribució            | Mesures (cm)          | Foto |
| ------------------------ | ------------------- | ---------------------- | --------------------- | ---- |
| Oena capensis            | Tortoreta cuallarga | Àfrica i Pròxim Orient | L: 26 - 28 E: 28 - 33 |      |
| Streptopelia roseogrisea | Tórtora domèstica   | Àfrica i Pròxim Orient | L: 29 - 30 E: 45 - 50 |      |

## Strigiformes

### Strigidae
| Espècie               | Nom comú           | Distribució                    | Mesures (cm)          | Foto |
| --------------------- | ------------------ | ------------------------------ | --------------------- | ---- |
| Asio capensis         | Mussol gregari     | Àfrica                         | L: 29 - 31 E: 82 - 99 |      |
| Glaucidium passerinum |                    | Àfrica                         | L: 16 - 17 E: 34 - 36 |      |
| Surnia ulula          | Mussol esparverenc | nord de Euràsia i Nord-amèrica | L: 39 - 49 E: 74 - 81 |      |

## Apodiformes

### Apodidae
| Espècie               | Nom comú              | Distribució      | Mesures (cm)          | Foto |
| --------------------- | --------------------- | ---------------- | --------------------- | ---- |
| Apus affinis          | Falciot cuablanc comú | Àfrica i Euràsia | L: 12 E: 34 - 35      |      |
| Hirundapus caudacutus | Falciot espinòs       | Àsia i Oceania   | L: 19 - 20 E: 50 - 53 |      |

## Coraciiformes

### Meropidae
| Espècie         | Nom comú            | Distribució   | Mesures (cm)          | Foto |
| --------------- | ------------------- | ------------- | --------------------- | ---- |
| Merops persicus | Abellerol gola-roig | Àfrica i Àsia | L: 27 - 31 E: 46 - 49 |      |

## Piciformes

### Picidae
| Espècie     | Nom comú  | Distribució | Mesures (cm)          | Foto |
| ----------- | --------- | ----------- | --------------------- | ---- |
| Picus canus | Picot ... | Euràsia     | L: 25 - 26 E: 38 - 40 |      |

## Passeriformes

### Alaudidae
| Espècie                    | Nom comú                | Distribució            | Mesures (cm) | Foto |
| -------------------------- | ----------------------- | ---------------------- | ------------ | ---- |
| Alaemon alaudipes          | Alosa puput             | Àfrica i Àsia          | L: 18 - 20   |      |
| Eremophila alpestris       | Alosa banyuda           | Euràsia                | L: 16 - 17   |      |
| Eremophila bilopha         | Alosa banyuda sahariana | Àfrica i Pròxim Orient | L: 14 - 15   |      |
| Melanocorypha bimaculata   | Calàndria (bimaculada)  | Àsia                   | L: 16 - 17   |      |
| Melanocorypha leucoptera   | Calàndria alablanca     | Euràsia                | L: 18        |      |
| Melanocorypha yeltoniensis | Calàndria (negra)       | Euràsia                | L: 19 - 20   |      |

### Bombycillidae
| Espècie             | Nom comú    | Distribució            | Mesures (cm) | Foto |
| ------------------- | ----------- | ---------------------- | ------------ | ---- |
| Bombycilla garrulus | Ocell sedós | Euràsia i Nord-amèrica | L: 18        |      |

### Motacillidae
| Espècie            | Nom comú          | Distribució | Mesures (cm) | Foto |
| ------------------ | ----------------- | ----------- | ------------ | ---- |
| Anthus gustavi     | Piula del Pètxora | Àsia        | L: 14        |      |
| Anthus hodgsoni    | Piula de Hodgson  | Àsia        | L: 14,5      |      |
| Motacilla citreola | Cuereta citrina   | Euràsia     | L: 17        |      |

### Ploceidae
| Espècie       | Nom comú | Distribució | Mesures (cm) | Foto |
| ------------- | -------- | ----------- | ------------ | ---- |
| Quelea quelea |          | Àfrica      | L: 12,5      |      |

### Pycnonotidae
| Espècie             | Nom comú               | Distribució | Mesures (cm) | Foto |
| ------------------- | ---------------------- | ----------- | ------------ | ---- |
| Pycnonotus barbatus | Bulbul de ventre blanc | Àfrica      | L: 19        |      |

### Turdidae
| Espècie            | Nom comú       | Distribució | Mesures (cm)          | Foto |
| ------------------ | -------------- | ----------- | --------------------- | ---- |
| Turdus atrogularis | Tord golanegre | Àsia        | L: 24 - 27 E: 40 - 45 |      |
| Zoothera dauma     | Griva daurada  | Àsia        | L: 27                 |      |

### Sylviidae
| Espècie                   | Nom comú                  | Distribució          | Mesures (cm)     | Foto |
| ------------------------- | ------------------------- | -------------------- | ---------------- | ---- |
| Acrocephalus agricola     | Boscarla dels arrossars   | Euràsia              | L: 12,5          |      |
| Acrocephalus dumetorum    | Boscarla dels matolls     | Euràsia              | L: 12,5          |      |
| Acrocephalus griseldis    | Boscarla ...              | Àfrica i Àsia        | L: 15            |      |
| Acrocephalus palustris    | Boscarla menjamosquits    | Àfrica i Euràsia     | L: 12,5          |      |
| Hippolais caligata        | Bosqueta asiàtica         | Àsia                 | L: 11,5          |      |
| Hippolais opaca           | Bosqueta pàl·lida         | Àfrica               | L: 13 E: 18 - 20 |      |
| Locustella fluviatilis    | Boscaler fluvial          | Àfrica i Euràsia     | L: 13,5          |      |
| Phylloscopus borealis     | Mosquiter ...             | Euràsia              | L: 12            |      |
| Phylloscopus fuscatus     | Mosquiter fosc            | Euràsia              | L: 11,5          |      |
| Phylloscopus inornatus    | Mosquiter de doble ratlla | Euràsia              | L: 10            |      |
| Phylloscopus proregulus   | Mosquiter reietó          | Àsia                 | L: 9,5           |      |
| Phylloscopus schwarzi     | Mosquiter de Schwarz      | Àsia                 | L: 12,5          |      |
| Phylloscopus trochiloides | Mosquiter verdós          | Euràsia              | L: 11            |      |
| Sylvia nana               | Tallarol ...              | Àsia i nord d'Àfrica | L: 11,5          |      |
| Sylvia nisoria            | Tallarol esparverenc      | Euràsia i Àfrica     | L: 15            |      |

### Muscicapidae
| Espècie               | Nom comú              | Distribució             | Mesures (cm) | Foto |
| --------------------- | --------------------- | ----------------------- | ------------ | ---- |
| Ficedula albicollis   | Papamosques de collar | Àfrica i Euràsia        | L: 13        |      |
| Ficedula parva        | Papamosques menut     | Àfrica i Euràsia        | L: 11,5      |      |
| Luscinia luscinia     | Rossinyol (rus)       | Àfrica i Euràsia        | L: 16,5      |      |
| Oenanthe isabellina   | Còlit pàl·lid         | Àfrica i Euràsia        | L: 16,5      |      |
| Oenanthe deserti      | Còlit del desert      | Àfrica i Àsia           | L: 14 - 15   |      |
| Oenanthe leucopyga    | Còlit tuareg          | Àfrica i Pròxim Orient  | L: 17        |      |
| Phoenicurus moussieri | Cotxa diademada       | nord d'Àfrica           | L: 12        |      |
| Saxicola maurus       | Bitxac comú siberià   | Euràsia i nord d'Àfrica | L: 12,5      |      |

### Laniidae
| Espècie            | Nom comú              | Distribució      | Mesures (cm) | Foto |
| ------------------ | --------------------- | ---------------- | ------------ | ---- |
| Lanius isabellinus | Capsigrany pàl·lid    | Àfrica i Àsia    | L: 18        |      |
| Lanius nubicus     | Capsigrany emmascarat | Àfrica i Euràsia | L: 17        |      |

### Corvidae
| Espècie                 | Nom comú              | Distribució      | Mesures (cm) | Foto |
| ----------------------- | --------------------- | ---------------- | ------------ | ---- |
| Corvus cornix           | Cornella emmantellada | Euràsia i Egipto | L: 47        |      |
| Nucifraga caryocatactes | Trencanous            | Euràsia          | L: 32        |      |

### Sturnidae
| Espècie           | Nom comú        | Distribució | Mesures (cm) | Foto |
| ----------------- | --------------- | ----------- | ------------ | ---- |
| Gracula religiosa |                 | Àsia        | L: 29        |      |
| Sturnus roseus    | Estornell rosat | Euràsia     | L: 21        |      |

### Estrildidae
| Espècie              | Nom comú                  | Distribució       | Mesures (cm) | Foto |
| -------------------- | ------------------------- | ----------------- | ------------ | ---- |
| Estrilda atricapilla | Bec de corall (capirotat) | Àfrica            | L: 11        |      |
| Estrilda melpoda     |                           | Àfrica            | L: 10        |      |
| Estrilda troglodytes | Bec de corall...          | Àfrica            | L: 10        |      |
| Lonchura maja        |                           | Sud-est asiàtic   | L: 11        |      |
| Lonchura malabarica  |                           | Subcontinent indi | L: 11        |      |

### Emberizidae
| Espècie                | Nom comú                | Distribució            | Mesures (cm) | Foto |
| ---------------------- | ----------------------- | ---------------------- | ------------ | ---- |
| Calcarius lapponicus   | Repicatalons de Lapònia | Nord-amèrica i Euràsia | L: 15,5      |      |
| Emberiza aureola       | Sit caranegre           | Euràsia                | L: 14,5      |      |
| Emberiza bruniceps     | Sit cara-roig           | Àsia                   | L: 16        |      |
| Emberiza caesia        | Sit ...                 | Euràsia                | L: 16        |      |
| Emberiza leucocephalos | Sit capblanc            | Euràsia                | L: 16,5      |      |
| Emberiza melanocephala | Sit capnegre            | Àfrica i Euràsia       | L: 16,5      |      |
| Emberiza pusilla       | Repicatalons petit      | Euràsia                | L: 13,3      |      |
| Emberiza rustica       | Repicatalons rústic     | Euràsia                | L: 15        |      |
| Emberiza sahari        | Sit de vila             | Àfrica                 | L: 13,5      |      |
| Zonotrichia albicollis | Pardal gorjablanc       | Nord-amèrica           | L: 16        |      |

### Cardinalidae
| Espècie                 | Nom comú           | Distribució | Mesures (cm) | Foto |
| ----------------------- | ------------------ | ----------- | ------------ | ---- |
| Pheucticus ludovicianus | Durbec de pit roig | Amèrica     | L: 19 - 20   |      |

### Fringillidae
| Espècie                | Nom comú            | Distribució                      | Mesures (cm) | Foto |
| ---------------------- | ------------------- | -------------------------------- | ------------ | ---- |
| Carduelis flammea      | Passerell golanegre | Euràsia                          | L: 12 -13,5  |      |
| Carduelis flavirostris | Passerell bec-groc  | Euràsia                          | L: 13,5      |      |
| Carpodacus erythrinus  | Pinsà carminat      | Euràsia                          | L: 14,5      |      |
| Loxia leucoptera       |                     | Euràsia i Nord-amèrica           | L: 15        |      |
| Loxia pytyopsittacus   |                     | Europa                           | L: 17,5      |      |
| Pinicola enucleator    |                     | Euràsia i Nord-amèrica           | L: 19        |      |
| Serinus canaria        | Canari              | Illes Canàries, Açores i Madeira | L: 13        |      |
| Serinus mozambicus     | Canari de Moçambic  | Àfrica                           | L: 11 - 12   |      |

### Viduidae
| Espècie          | Nom comú | Distribució | Mesures (cm) | Foto |
| ---------------- | -------- | ----------- | ------------ | ---- |
| Vidua paradisaea |          | Àfrica      | L: 13 - 40   |      |

### Vireonidae
| Espècie         | Nom comú           | Distribució | Mesures (cm) | Foto |
| --------------- | ------------------ | ----------- | ------------ | ---- |
| Vireo olivaceus | Viri d'ull vermell | Amèrica     | L: 14        |      |